# Montebello (métro de Lille)
Pour les articles homonymes, voir Montebello.
La station Montebello est une station de la ligne 2 du métro de Lille, située à Lille, dans le quartier Wazemmes. Inaugurée le 1er avril 1989, la station permet de desservir le Boulevard Montebello.

## Situation
La station se situe sous le Boulevard Montebello, à l'intersection de la rue d'Iéna. Elle permet de desservir le quartier Wazemmes à Lille.
Elle est située sur la ligne 2 entre les stations Cormontaigne et Porte des Postes à Lille.

## Histoire
La station est ouverte le 1er avril 1989 lors de la mise en route de la ligne 1 bis, devenue en 1994 la ligne 2.
Le trajet entre cette station et celle de Cormontaigne a fait l'objet lors de Lille 2004 d'une œuvre d'art cinétique donnant au voyageur l'illusion d'être dans une autre ville ; New York à l'origine, puis d'autres villes ont succédé.
La station doit son nom au Boulevard Montebello qu'elle dessert.

## Architecture

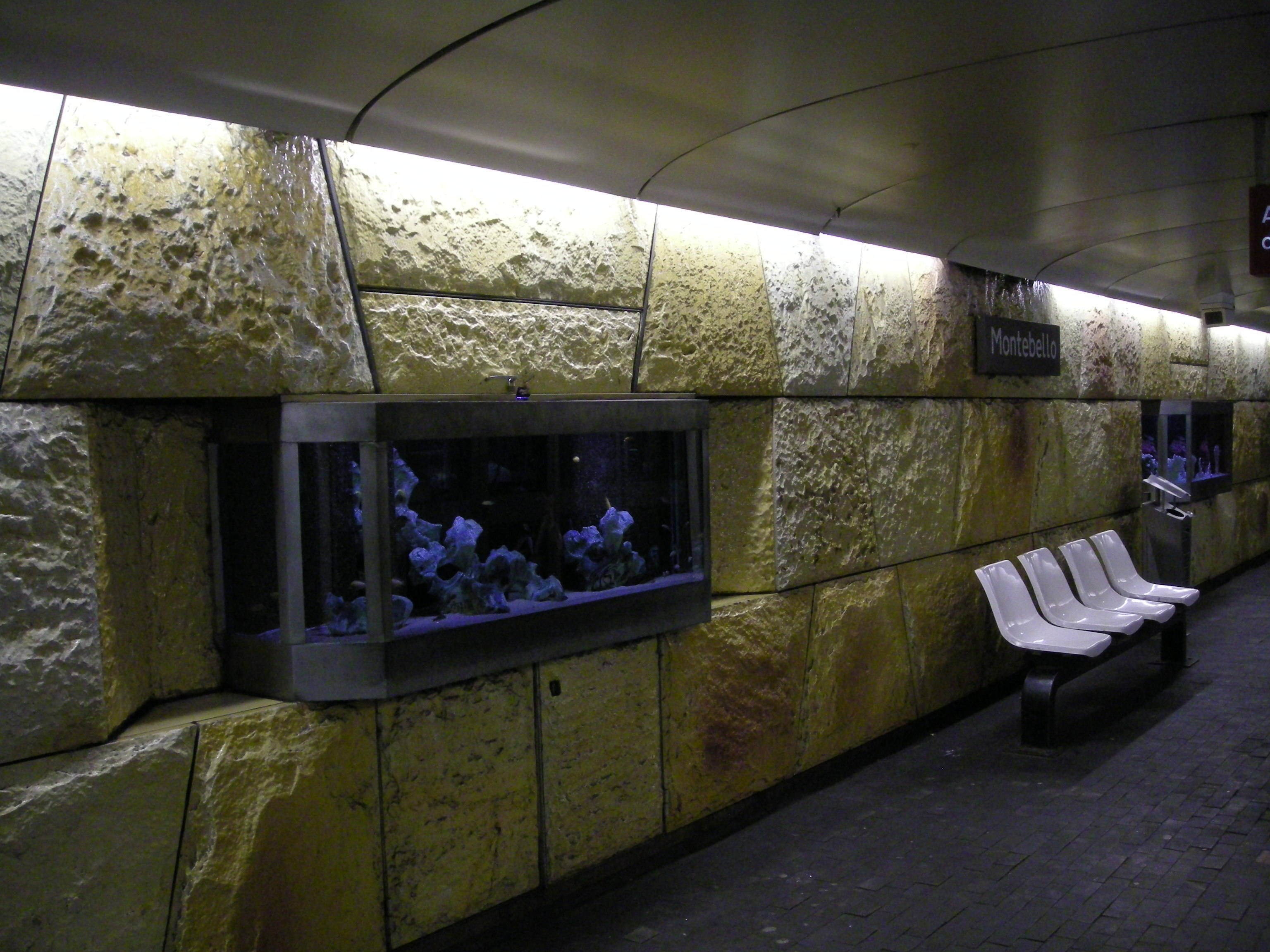
Métro Montebello vue de l'intérieur.

La station est bâtie sur un niveau souterrain, bénéficiant de plusieurs accès en surface séparés suivant la destination :
- Niveau -1 : vente et compostage des billets, voies centrales et quais opposés.

L'architecte a dû se confronter à des contraintes techniques et de terrains, mais a su les résoudre. Elle a la particularité d'avoir les accès à ses deux quais séparés de part et d'autre du Boulevard Montebello, sans l'étage intermédiaire habituel.
Elle est décorée d'aquariums géants de 80 litres, encastrés dans les murs. Une grande variété de poissons évolue au milieu d'une végétation luxuriante.

Architecture intérieure
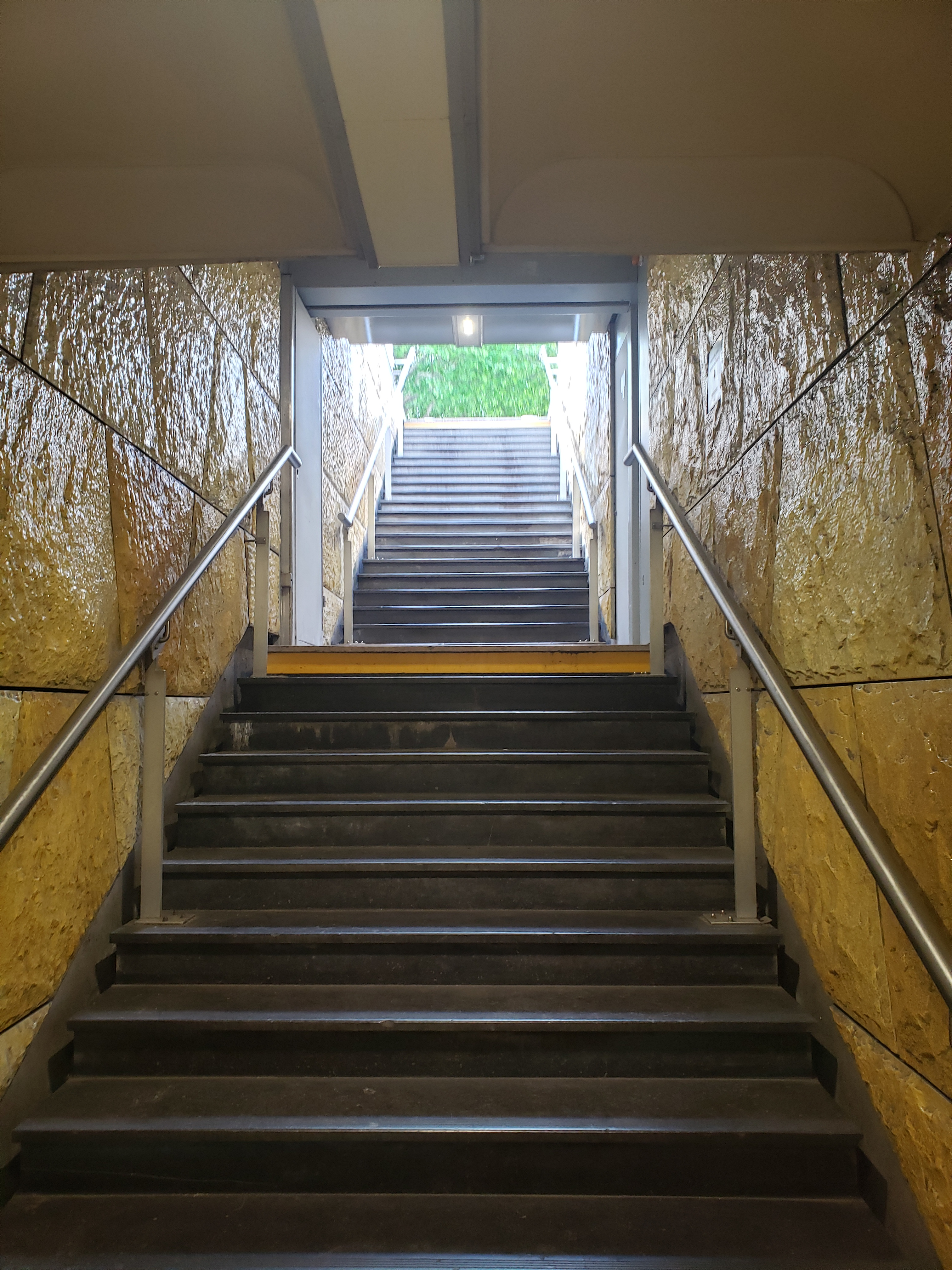
Escalier d'entrée
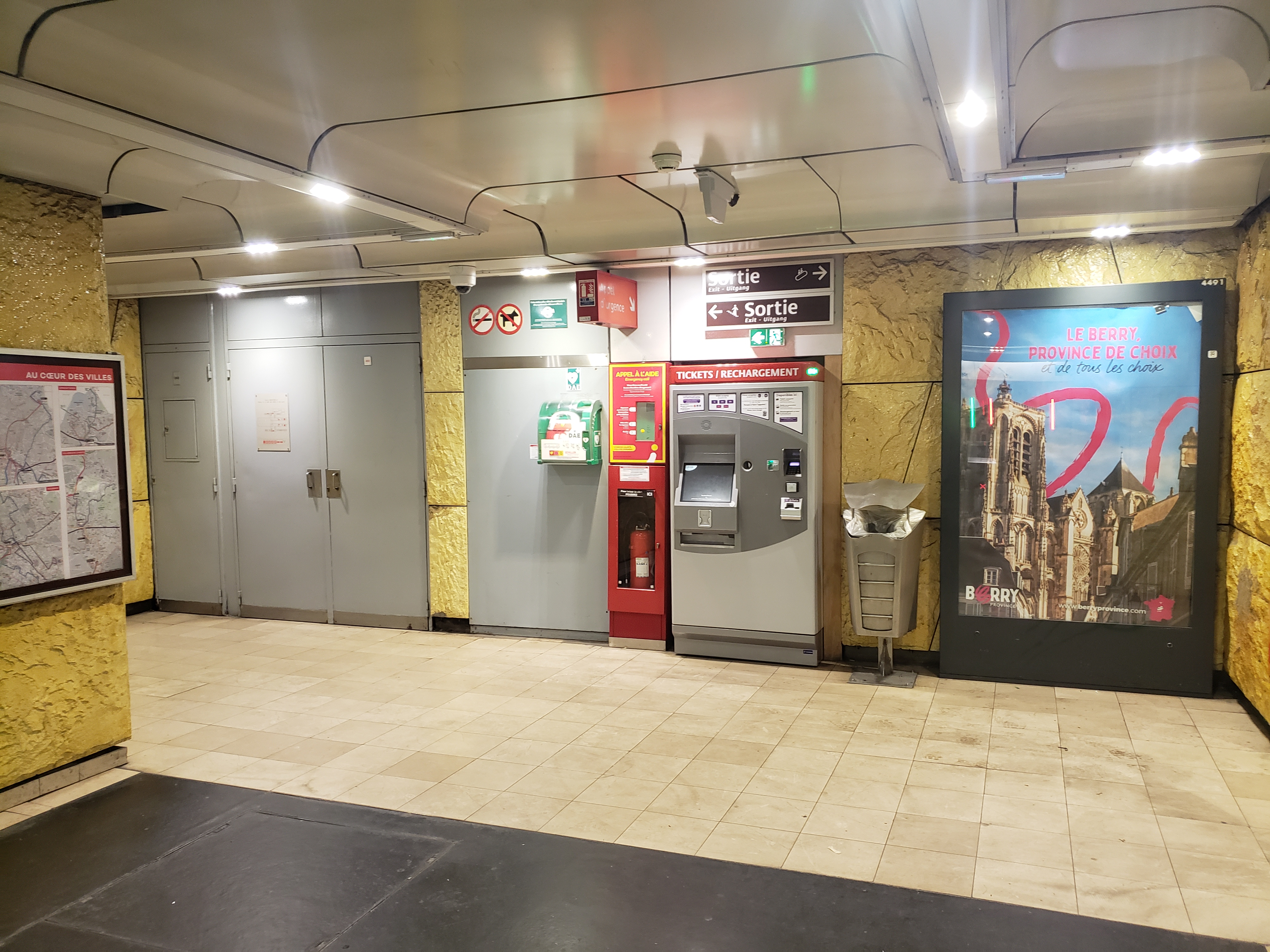
Couloir d'accès vers le quai direction Saint-Philibert
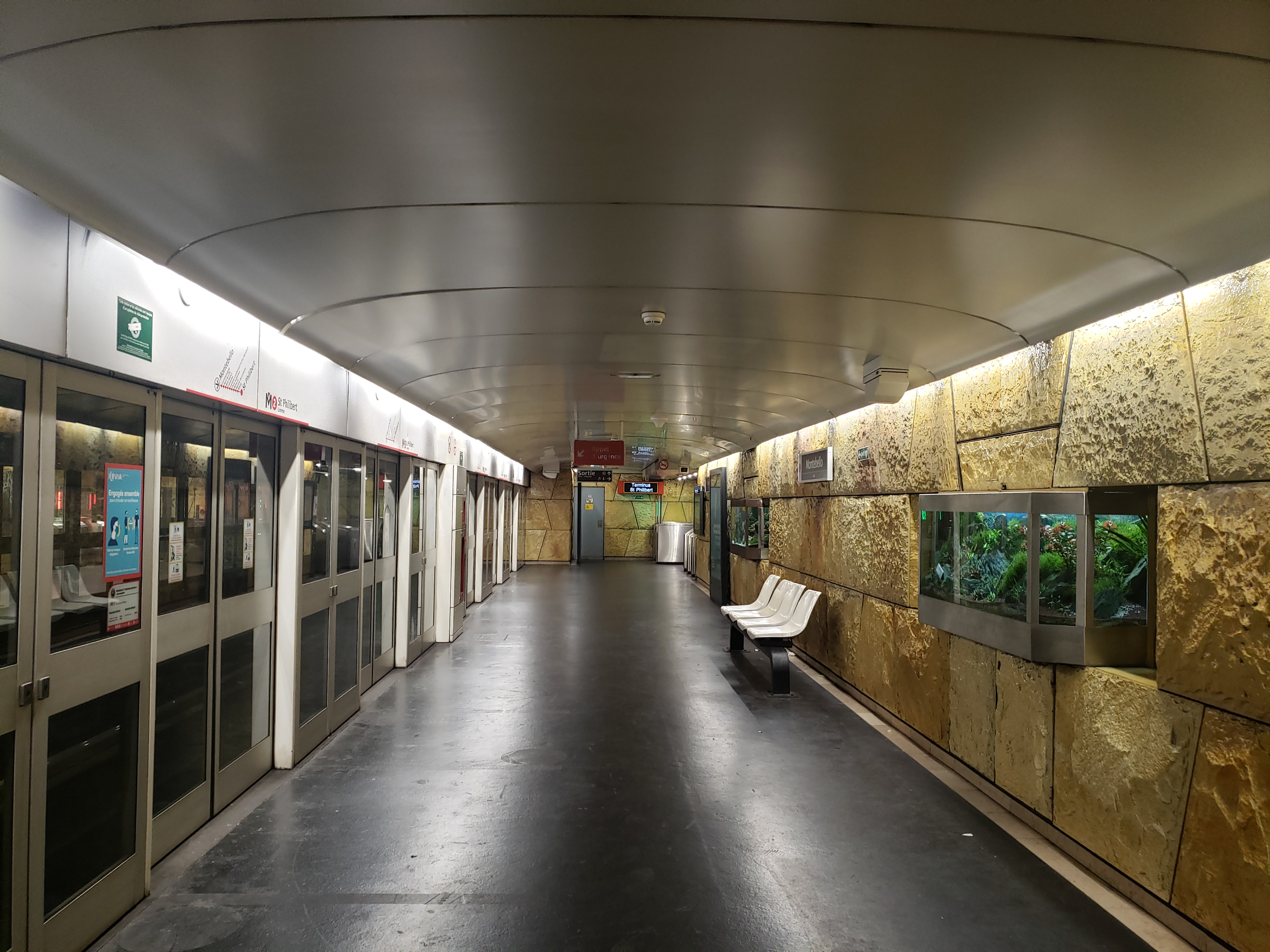
Quai (26 mètres) en direction de Saint-Philibert

## Intermodalité
La station n'est desservie par aucune ligne de bus. Une station V'Lille est implantée à proximité.

## À proximité
- Le lycée international Montebello